# Cesare Nembrini Pironi Gonzaga
Cesare Nembrini Pironi Gonzaga (né le 27 novembre 1768 à Ancône et mort le 5 décembre 1837 à Umana) est un cardinal italien du XIXe siècle. 

## Biographie
Nembrini exerce diverses fonctions au sein de la curie romaine. Il est élu évêque d'Ancône en 1824. Le pape Pie VIII le crée cardinal lors du consistoire du 27 juillet 1829. Il participe au conclave de 1830-1831, lors duquel Grégoire XVI est élu pape.

### Source
- Fiche de Cesare Nembrini Pironi Gonzaga sur le site fiu.edu